# Castéra-Loubix
Castéra-Loubix é uma comuna francesa na região administrativa da Nova Aquitânia, no departamento dos Pirenéus Atlânticos. Estende-se por uma área de 3,31 km². Em 2010 a comuna tinha 53 habitantes (densidade: 16 hab./km²).